# Hypothèque sur une universalité de biens
En droit des sûretés québécois, il est possible de constituer une hypothèque sur une universalité de biens meubles ou immeubles, en vertu des règles du Code civil du Québec.
La possibilité de constituer une telle hypothèque vise seulement les entreprises, il y a donc une exclusion pour les personnes physiques. L'objectif est de permettre à une entreprise d'hypothéquer les biens qu'elle possède ; par exemple, un restaurateur pourrait hypothéquer tous les biens inclus dans sa vaisselle afin d'obtenir un prêt hypothécaire de la banque. 

## Dispositions législatives pertinentes

### Limitation à l'exploitant d'une entreprise
L'art. 2684 C.c.Q. prévoit que  « (1) Seule la personne, la société ou le fiduciaire qui exploite une entreprise peut consentir une hypothèque sur une universalité de biens, meubles ou immeubles, présents ou à venir, corporels ou incorporels. (2) Celui qui exploite l’entreprise peut, ainsi, hypothéquer les animaux, l’outillage ou le matériel d’équipement professionnel, les créances et comptes clients, les brevets et marques de commerce, ou encore les meubles corporels qui font partie de l’actif de l’une ou l’autre de ses entreprises et qui sont détenus afin d’être vendus, loués ou traités dans le processus de fabrication ou de transformation d’un bien destiné à la vente, à la location ou à la prestation de services. »

### Subsistance de l'hypothèque sur une universalité de biens
L'art. 2674.(1) C.c.Q. dispose que « L’hypothèque qui grève une universalité de biens subsiste mais se reporte sur le bien de même nature qui remplace celui qui a été aliéné dans le cours des activités de l’entreprise ».
L'art. 2675 C.c.Q. déclare que « L’hypothèque qui grève une universalité de biens subsiste, malgré la perte des biens hypothéqués, lorsque le débiteur ou le constituant les remplace dans un délai qui, eu égard à la quantité et à la nature de ces biens, revêt un caractère raisonnable ».

### Hypothèque sur une universalité de valeurs mobilières
Il existe une exception à l'art. 2684.1. C.c.Q. concernant les hypothèques sur une universalité de créances et les hypothèques sur une universalité de valeurs mobilières :  « (1) Nonobstant l’article 2684, la personne physique qui n’exploite pas une entreprise peut, si ces créances, valeurs ou titres sont de la nature de ceux qu’elle peut grever d’une hypothèque sans dépossession, consentir une hypothèque sur une universalité de créances, présentes ou à venir, portant sur le solde créditeur d’un compte financier visées par les articles 2713.1 à 2713.9, de même que sur une universalité de valeurs mobilières ou de titres intermédiés, présents ou à venir, visés par la Loi sur le transfert de valeurs mobilières et l'obtention de titres intermédiés. (2) Elle peut aussi, si les biens sont de la nature de ceux qu’elle peut grever d’une hypothèque sans dépossession, consentir une hypothèque sur toute autre universalité de biens, présents ou à venir, déterminée par règlement ».

### Importance de l'inscription
L'art. 2950. C.c.Q. affirme que l'hypothèque sur une universalité de biens meubles ne prend rang qu'à compter de l'inscription  au registre : « L'hypothèque qui grève une universalité de meubles ne prend rang, à l’égard de chaque meuble composant l’universalité, qu’à compter de l’inscription qui en est faite sur le registre, sous la désignation du constituant et sous l’indication de la nature de l’universalité ».
L'art. 2721. C.c.Q. souligne l'importance de l'inscription de l'avis de clôture pour un créancier d'une hypothèque ouverte grevant une universalité de biens :  « Le créancier titulaire d’une hypothèque ouverte grevant une universalité de biens peut, à compter de l’inscription de l’avis de clôture, prendre possession des biens pour les administrer, par préférence à tout autre créancier qui n’aurait publié son hypothèque qu’après l’inscription de l’hypothèque ouverte. »

### Hypothèque sur une universalité d'immeubles
L'art. 2949 C.c.Q. concerne l'hypothèque sur une universalité d'immeubles et l'importance d'en faire l'inscription :  « (1) L’hypothèque qui grève une universalité d’immeubles ne prend rang, à l’égard de chaque immeuble, qu’à compter de l’inscription de l’hypothèque sur chacun d’eux.(2) L’inscription de l’hypothèque sur les immeubles acquis postérieurement s’obtient par la présentation d’un avis désignant l’immeuble acquis, faisant référence à l’acte constitutif d’hypothèque et indiquant la somme déterminée pour laquelle cette hypothèque a été consentie.(3) Toutefois, si l’hypothèque n’a pas été publiée dans le livre foncier de la circonscription foncière où se trouve l’immeuble acquis postérieurement, l’inscription de l’hypothèque s’obtient par le moyen d’un sommaire de l’acte constitutif, qui contient la désignation de l’immeuble acquis ».